# چیگیو
چیگیو (به ژاپنی: 知行 ちぎょう)، یک مفهوم تاریخی است که به حق حکومت بر زمین اشاره دارد که اربابان فئودال در ژاپن قرون وسطی و اوایل دوران مدرن اعمال می‌کردند. کلمه «چیگیو» در دوره هی‌آن شروع به استفاده کرد و دامنه معنای آن با هر دوره به‌طور نامحسوسی تغییر کرد. اربابان فئودال تاریخی ژاپن، مانند اربابان فئودال در نظام رعیتی اروپا، مالک مقادیر نامحدودی از زمین و افراد به عنوان دارایی خصوصی نبودند، بلکه در عوض دارای یک سیستم خاص از حقوق و تعهدات مربوط به حق جمع‌آوری مالیات و حکومت بودند. این سیستم چیگیو بود و درک مفهوم چیگیو برای درک سلسله مراتب اربابان فئودال در تاریخ ژاپن ضروری است.

## تغییرات در مفهوم چیگیو
1. در دوره‌های هی‌آن و دوره کاماکورا، انجام امور دولتی یک ملک معین.
2. در قرون وسطی و اوایل دوران مدرن، کنترل مستقیم قلمرو و املاک.
3. در اوایل دوران مدرن، شوگون‌سالاری و قلمروهای فئودالی، زمین را به عنوان مقرری در اختیار ملازم خود قرار می‌دادند.[۱]

دوران قرون وسطی با شکل‌گیری یک رابطه چندلایه از حقوق بر کنترل زمین و سود، با نهادهای مختلف، از جمله اشراف مرکزی، معابد و زیارتگاه‌های قدرتمند، اربابان محلی، جیتو و رئیس، در هم تنیده بود. با این حال، از حدود اواخر دوره کاماکورا، جیتو شروع به انحلال روابط چندلایه و حرکت به سمت یک سیستم کنترل یکپارچه کرد. این کنترل یکپارچه ایچیِن چیگیو نامیده می‌شد و این حرکت در دوره موروماچی، زمانی که سیستم شوگو دایمیو حوزه‌های شوگو شکل گرفت، شتاب بیشتری گرفت و توسط دایمیو سنگوکو به سیستم دامنه دایمیو دوره سنگوکو توسعه یافت.
در این فرایند، کنترل حوزه‌ها، که توسط نهادهای مختلف در اختیار بود، به دست سامورایی‌ها افتاد و کلمه «چیگیو» به معنای حوزه‌ای شد که توسط ارباب اعطا یا تضمین شده بود (تضمین شده). مساحت یک ملک یا چیگیودوکو، به معیاری برای خدمت سربازی تبدیل شد که توسط اربابان فئودال به سامورایی‌ها تحمیل می‌شد و محاسبه چیگیودوکو در دوره سنگوکو با کان-کو بیان می‌شد. در دوره ادو، چیگیودوکو با کوکودوکو بیان می‌شد (روش‌های ای-هو و هان-کوکو هان-ای-هو نیز در برخی مناطق استفاده می‌شد). در این دوران صلح‌آمیز و پایدار، چیگیودوکو نقش یک شاخص جایگاه را در سیستم سختگیرانه سامورایی ایفا کرد.